# Bematistes elongata
Bematistes elongata är en fjärilsart som beskrevs av Butler 1874. Bematistes elongata ingår i släktet Bematistes och familjen praktfjärilar. Inga underarter finns listade i Catalogue of Life.